# 万维泰利站
万维泰利站（Vanvitelli）是那不勒斯地铁1号线的一个车站。
万维泰利站是按照米凯莱·卡波比安科的规划，于1993年开通。
入口设于万维泰利广场（Piazza Vanvitelli）的四角，从车站有地道直接通往两个缆车站（基艾亚缆车和中央缆车）。
40°50′38″N 14°13′55″E / 40.84389°N 14.23194°E